# Daniele Chiffi
Daniele Chiffi (* 14. Dezember 1984 in Padua) ist ein italienischer Fußballschiedsrichter.
Chiffi leitet seit der Saison 2013/14 Spiele in der Serie B und in der Serie A. Bislang hatte er bereits über 100 bzw. 70 Einsätze in den beiden Ligen. Chiffi ist Verwaltungsingenieur von Beruf.
Seit 2022 steht er auf der Liste der FIFA-Schiedsrichter und leitet internationale Fußballspiele. Im November 2022 debütierte er in der Europa Conference League.